# 巴扎里夫卡
51°15′29″N 28°42′52″E / 51.25806°N 28.71444°E
巴扎里夫卡（烏克蘭語：Базарівка），是烏克蘭北部的村莊，隸屬日托米爾州的科羅斯滕區。該村面積2.15平方公里，海拔高度161米，2001年人口64，人口密度每平方公里29.77人。